# Lauter
El Lauter (a vegades anomenat també Waldlauter per diferenciar-lo del Wieslauter que flueix pel sud del Palatinat) és un riu afluent del Glan d'uns 35 kilòmetres de llargada. Està situat a l'estat de Renània-Palatinat a Alemanya i pertany a la conca fluvial del Rin.
Neix a pocs kilòmetres al sud-est de Kaiserslautern, a uns 300 metres d'altitud, prop de la carretera "Landesstraße L 504" que va de la ciutat, en direcció sud, a la Bundesstraße 48. D'allà flueix proper a la carretera L 504 en direcció nord fins que arriba a l'àrea urbana de Kaiserslautern on és canalitzat i sovint soterrat. En entrar al Gartenschau (un gran jardí botànic i lúdic de Kaiserslautern) de l'aigua del Lauter se'n fa artificialment una font i un estany en l'anomenat parc de Neumühlpark. L'aigua del Lauter canalitzada i la que és usada com a estany artificial s'ajunten en una depuradora a la part nord de la ciutat. Des d'aquest punt flueix cap al nord fins a Otterbach, Wolfstein i Lauterecken, on desemboca al riu Glan a uns 170 metres sobre el nivell del mar.
A trets generals, el recorregut del riu seria el següent: L'aigua del Lauter brolla del Bosc del Palatinat (Pfälzerwald) fins a la Kaiserslauterer Senke (la depressió on està situada la ciutat de Kaiserslautern) i finalment arriba al Glan, al nord del Palatinat.